# Hákonarmál
Hákonarmál és un poema skàldic creat per l'skald Eyvindr skáldaspillir tracta sobre la caiguda del rei noruec Haakon el Bo en la batalla de Fitjar i la seva recepció al Valhalla. Aquest poema s'assembla a l'Eiríksmál; està conservat en tota la seva totalitat i és considerat de gran qualitat.
Heus aquí les últimes tres estrofes:
| Góðu dœgri verðr sá gramr of borinn, es sér getr slíkan sefa. Hans aldar mun æ vesa at góðu getit. Mun óbundinn á ýta sjǫt Fenrisulfr of fara, áðr jafngóðr á auða trǫð konungmaðr komi. Deyr fé, deyja frændr eyðisk land ok láð. Síz Hákon fór með heiðin goð, mǫrg es þjóð of þéuð. |